# Abalak
Abalak o Abalagh  (en tamajeq ⴰⴱⴰⵍⴰⵗ) és una ciutat al nord de Níger, capital del departament homònim, a la regió de Tahoua. Com a comuna administrativa, tenia menys de 74.719 habitants segons el cens de 2012.
Està situada al límit del Sahel i el desert del Sàhara, en una vall estacional anomenada 'kori' en hausa, que conserva aigua subterrània durant l'estació seca.
Abalak és un centre comercial per al bestiar de comunitats pastorals, inclosos els Wodaabe-Fula i tuaregs nòmades. Destaca per la seva indústria pesquera, depenent d’un llac artificial proper creat amb una presa.